# Caspar Joseph Brambach
Caspar Joseph Brambach (Bonn, Alemanya, 1833 - 1902) fou un compositor alemany.
S'educà en el Conservatori de Colònia, on fou deixeble de Hiller. El 1859 fou professor d'aquella institució i el 1861 director de música a Bonn, renunciant a aquest càrrec el 1869.
És molt conegut per les seves composicions per a cors d'homes. Entre ells cal mencionar:
- Die Macht des Gesanges,
- Velleda,
- Alcestis,
- Prometheus,
- Columbus,
- Das Eleusische Fest,
- Frühlingshymnus,
- Morgensehnsucht,
- Loreley,
- Am Rhin,
- Cäsar am Rubikon,
- dos sextets, dos quartets, un concert per a piano i una simfonia de concert (Tasso).